# GendBuntu
GendBuntu est une version d’Ubuntu adaptée par et pour la gendarmerie nationale française. Ce système d'exploitation est déployé sur 73 000 postes répartis sur 4 300 sites. La Gendarmerie est une entité étatique française pionnière dans l’usage des logiciels libres et open source sur les serveurs et les ordinateurs personnels.

## Projet
Le projet GendBuntu est lié à l'annonce par Microsoft de la fin du support de Windows XP en 2008. La question du remplacement de ce système d'exploitation par une version ultérieure de Windows ou un système d'exploitation libre se pose dans un contexte plus général de réflexion d'un système d'information dont la modularité et l'adaptabilité soutiennent les activités spécifiques de la Gendarmerie.

### Motivations
Pour la gendarmerie nationale, l’objectif du projet GendBuntu est double:
- rester indépendant vis-à-vis des distributeurs et des éditeurs de logiciels propriétaires et assurer sa souveraineté numérique.
- réaliser des économies dans les coûts de licence.

### Implémentation
L'usage de GendBuntu comme système d'exploitation des postes de travail de la Gendarmerie constitue la troisième étape de migration vers des outils numériques libres de la force armée.

#### Infrastructures serveurs
Avant que les postes de travail ne passent à Gendubuntu, ce sont d'abord les infrastructures serveurs qui sont migrées sur une distribution Debian, ainsi que des applications web. Le socle n'est pas à 100% libre mais comporte encore quelques briques propriétaires pour tenir compte des contraintes résiduelles. 

#### Logiciels de poste de travail
À partir de 2005 ce sont des applications de bureau qui sont déployés sur les postes de travail, à commencer par la suite bureautique LibreOffice, puis le navigateur Firefox, la messagerie ThunderBird et le lecteur multimédia VLC.

#### Système d'exploitation
Depuis 2008, environ 90 % des 10 000 ordinateurs achetés par la gendarmerie chaque année le sont sans système d’exploitation, et GendBuntu y est installée par le service technique de la gendarmerie[réf. nécessaire]. Ceci est devenu l’un des principaux programmes d’encouragement du personnel ; le passage à GendBuntu depuis un système propriétaire signifie que les membres du personnel reçoivent un nouvel ordinateur avec un moniteur à écran large.
Le but premier était de migrer 80 000 ordinateurs d’ici la fin 2014, une date qui coïncide avec la fin du support pour Microsoft Windows XP. 35 000 ordinateurs de bureau et portables GendBuntu ont été déployés jusqu’en novembre 2011.
Un problème technique majeur rencontré pendant le développement du projet fut de conserver en ligne le système informatique existant pendant le déroulement de la mise à jour, non seulement en France métropolitaine mais également dans les DROM-COM. Ceci fut partiellement résolu en redistribuant des serveurs dédiés ou des stations de travail sur des réseaux locaux (en fonction du nombre d’employés travaillant sur chaque réseau local) et en faisant usage d’un processus conforme aux critères ITIL.
GendBuntu est un système d'exploitation propre cité en exemple à travers le monde du logiciel libre.

### Développement
Un partenariat avec Canonical et le développement de code libre réalisé en majeure partie par les équipes internes ont permis l'adaptation de GendUbuntu aux besoins spécifiques de la Gendarmerie.
Une vaste équipe de support informatique a aidé à mettre en œuvre les changements. Cela incluait « l’équipe centrale » au siège de la gendarmerie d’Issy-les-Moulineaux, « l’équipe opérationnelle » de quatre personnes du centre de traitement de données de la gendarmerie à Rosny-sous-Bois, et environ 1 200 personnels de support local.

### Finance
Le passage à un système d'exploitation libre a évité des coûts de licence annuels estimés à 2 millions d'euros. À ces coûts directs s'ajoutent les économies de coûts indirects tels que l'appropriation des outils par les agents et l'exploitation moindre de ressources humaines. La Gendarmerie estimait en 2009 les économies réalisées par cette migration à 9 millions d'euros par an.